# Bo Giertz
Bo Harald Giertz (ur. 31 sierpnia 1905 w Räpplinge, zm. 12 lipca 1998 w Göteborgu) – duchowny luterańskiego Kościoła Szwecji, biskup Göteborga w latach 1949–1970, autor literatury chrześcijańskiej. W swym życiu i działalności łączył luterański pietyzm z wysokokościelnym ruchem liturgicznym.

## Życiorys
Urodził się w Olandii jako drugie z ośmiorga dzieci chirurga, profesora medycyny Knuta Haralda Giertza i Anny z domu Ericson. Ojciec był ateistą a matka – agnostyczką, jednak został wychowany w duchu wartości chrześcijańskich. Temat religii nie był poruszany w domu podczas rozmów.
W wieku 13 lat, tuż po zakończeniu I wojny światowej, wraz z dwoma braćmi został wysłany do Niemiec na naukę języka niemieckiego. Był tam świadkiem upadku moralnego. Po zdaniu matury z bardzo dobrym wynikiem, w 1924 roku poszedł w ślady ojca i rozpoczął studia medyczne na Uniwersytecie w Uppsali. Tam zetknął się zarówno z radykalnym ateizmem, jak i chrześcijaństwem. Poznani studenci teologii wyjaśnili mu wiarę chrześcijańską, porzucił więc ateizm i postanowił zostać duchownym. W latach 1928–1932 odbył studia teologiczne. Jego głównym nauczycielem był profesor Nowego Testamentu Anton Fridrichsen. Po zakończeniu studiów teologicznych rozpoczął swą działalność jako pisarz. W swych dziełach objaśniał naukę kościelną opartą na Piśmie Świętym, wyrażoną w wyznaniach wiary i objaśnioną w księgach wyznaniowych luteranizmu.
28 grudnia 1934 został ordynowany na prezbitera w katedrze w Linköping. Po okresie posługi jako wikariusz lub proboszcz pomocniczy w różnych parafiach diecezji Linköping, w 1937 został kapelanem diecezjalnym, a w październiku 1938 został proboszczem parafii w Torpa w regionie Östergötland, którym był do 1949 roku. W Torpa napisał wiele ze swoich najbardziej znanych powieści.
1 kwietnia 1949 został wybrany biskupem diecezji Göteborg. 22 maja 1949 został konsekrowany w katedrze w Uppsali przez arcybiskupa Erlinga Eidema. Po uchwaleniu w 1950 przez Riksdag ustawy zezwalającej na ordynację kobiet (w 1958 zmiana została zaakceptowana przez Zgromadzenie Kościelne), Giertz sprzeciwił się temu i w okresie swojego urzędowania nie ordynował żadnej kobiety. Założył organizację zrzeszającą przeciwników ordynacji kobiet – Kościelną Wspólnotę „o Biblię i Wyznanie”. Argumenty Bo Giertza nie były jednak rozumiane przez opinię publiczną, która krytykowała go za umniejszanie pozycji kobiet. Biskup przyczynił się też do wprowadzenia w całej Szwecji coniedzielnych „wielkich mszy” (szw. Högmässa), tzn. nabożeństw z Sakramentem Ołtarza. W okresie swojego biskupstwa nie napisał żadnego większego dzieła, był jednak autorem setek artykułów. Często podróżował za granicę, m.in. w celu konsekracji biskupów, był też drugim wiceprzewodniczącym komitetu wykonawczego Światowej Federacji Luterańskiej. W 1970 przeszedł na emeryturę.
Będąc na emeryturze dokonał przekładu Nowego Testamentu na współczesny język szwedzki, oddał się też działalności pisarskiej. Został pochowany w Torpa.

## Rodzina
Był trzykrotnie żonaty. Pierwsza żona, Ingrid Sofia Margareta z domu Andrén, którą poślubił wkrótce po zakończeniu studiów teologicznych, zmarła w 1942 roku po narodzeniu czwartego dziecka. W 1945 roku ożenił się z Elisabeth z domu Heurlin. Ponownie owdowiały, w 1983 roku ożenił się z Karin z domu Lindénem.

## Dzieła
Był autorem ok. 600 publikacji, w tym:
- "To Live with Christ" (Swe. "Att leva med Kristus") - Książka ta skupia się na teologicznych aspektach życia chrześcijańskiego, prezentując koncepcję życia zgodnie z naukami Jezusa Chrystusa.
- "Christ's Church" (Swe. "Kristi kyrka") - Praca ta analizuje naturę Kościoła jako wspólnoty wierzących, odnosząc się do jego znaczenia w życiu chrześcijańskim.
- "Romans: A Devotional Commentary" (Swe. "Romarbrevet: en andaktsbok") - Komentarz do Listu do Rzymian, który prowadzi czytelnika przez tę księgę Nowego Testamentu, oferując zarówno refleksje teologiczne, jak i duchowe.
- "With My Own Eyes" (Swe. "Med egna ögon") - Opowieść o narodzinach Jezusa, która ukazuje to wydarzenie oczami różnych postaci biblijnych.
- "The Roots of Faith" (Swe. "Trons rötter") - Książka ta analizuje podstawy wiary chrześcijańskiej, prezentując jej historyczne i teologiczne korzenie.
- "Living by Grace" (Swe. "Att leva av nåd") - Ta praca podkreśla znaczenie łaski Bożej w życiu chrześcijańskim i jak ta łaska wpływa na sposób, w jaki ludzie żyją i wierzą.
- "Fulfilled in Christ" (Swe. "Fullbordad i Kristus") - Książka ta koncentruje się na temacie spełnienia w Jezusie Chrystusie, ukazując, jak Jezus wypełnia proroctwa Starego Testamentu.
- "The New Testament Day by Day" (Swe. "Nya Testamentet dag för dag") - To komentarze do Nowego Testamentu, które oferują codzienną lekturę i refleksje nad kolejnymi fragmentami Biblii.

Jedna z publikacji Bo Giertza ukazała się nawet w tłumaczeniu polskim:
- Wierzyć po ewangelicku, tłum. Piotr Żwak, Bielsko-Biała: Augustana, 1994. ISBN 83-85970-13-4